# Бринкерхофф, Берт
Бертон Филд Бринкерхофф (англ. Burton Field Brinckerhoff; род. 25 октября 1936) — американский режиссёр, актёр и продюсер. Он был номинирован на три награды «Эмми» за режиссуру в драматическом сериале «Лу Грант» (1977—1982), а также на премию «Тони» за роль в пьесе «Цветок кактуса» (1965).

## Биография
Бринкерхофф родился в Питтсбурге и вырос в Бен Эйвоне, штат Пенсильвания. Его родителями были преподобный доктор Дж. Ховард Бринкерхофф, священник пресвитерианской церкви Бен Эйвона и Марион (урождённая Филд) Бринкерхофф. Семья переехала в Нью-Йорк, когда Берту было пять лет. Его мать работала директором отдела христианского образования в пресвитерианской церкви на Пятой авеню.
Берт Бринкерхофф заинтересовался актёрским мастерством во время учёбы в школе Хораса Манна. Выступал в спектаклях для старших классов, а после учёбы — в летнем театре.
Бринкерхоф служил в Национальной гвардии армии США с 1959 года. Он женился на Зине Джаспер 26 декабря 1959 года, пара развелась в 1986 году.